# Sámuel Teleki
Il conte Sámuel Teleki de Szék (Ernei, 1º novembre 1845 – Budapest, 10 marzo 1916) è stato un esploratore austro-ungarico che condusse la prima spedizione in Kenya settentrionale. Fu il primo a vedere e a dare un nome al lago Rodolfo (lago Turkana).

## Gioventù
Teleki nacque a Sáromberke, un villaggio nel Siebenbürgen (Transilvania), parte dell'Impero d'Austria-Ungheria (oggi in Romania). Fu membro di un'importante famiglia ungherese attiva sia in politica sia nella cultura. Il bisnonno Sámuel Teleki (1739–1822), cancelliere di Transilvania, aveva fondato la biblioteca Teleki a Târgu Mureș (Marosvásárhely), una delle prime biblioteche pubbliche ungheresi aperta nel 1802 e che oggi conta oltre 200 000 volumi.
Per circa 40 anni il conte Sámuel Teleki von Szék, "un gioviale aristocratico ungherese di enorme ricchezza" gestì le sue proprietà iniziando una carriera politica, diventando membro della Camera Alta del parlamento ungherese nel 1881. Appassionato cacciatore, rimase affascinato dai primi esploratori dell'Africa. Nel 1886 accettò la proposta di un amico e benefattore, il principe Rodolfo d'Asburgo-Lorena, figlio del re-imperatore austro-ungarico Francesco Giuseppe I, di trasformare il safari che stava organizzando in Africa orientale in un viaggio esplorativo dei territori a nord del lago Baringo. Avrebbe esplorato le terre oltre al punto di massimo avanzamento dell'esploratore scozzese Joseph Thomson, alla ricerca del lago desertico di cui i precedenti esploratori avevano sentito parlare, basandosi su una leggenda locale che narrava di un mare oltre il deserto, circondato da tribù di giganti e pieno di isole abitate da mostri e fantasmi.

## La sua prima spedizione
Teleki ed il suo compagno, il tenente Ludwig von Höhnel, ufficiale navale austriaco, partirono da Pangani (Tanzania) nel febbraio 1887 con circa 400 portatori, seguendo il fiume Ruvu. Furono i primi ad esplorare gran parte della Rift Valley africana. Teleki fu il primo a raggiungere la linea delle nevi sul Kilimangiaro a 5300 metri, ed il primo esploratore a mettere piede sul monte Kenya, ascendendo fino a 4300 metri di altitudine. In seguito si diresse a nord, seguendo il sistema fluviale interno, scoprendo il 5 marzo 1888 l'ultimo dei Grandi Laghi, definito mare di giada dal conte Teleki, il quale gli diede il nome dell'amico principe Rodolfo. Il lago divenne poi il lago Turkana nel 1975 prendendo il nome dalla tribù che ne abitava le coste. Il viaggio di Teleki e von Höhnel in Etiopia meridionale scoprì un altro piccolo lago, lo Stefania (chiamato così per la principessa Stefania del Belgio, moglie del principe), oggi chiamato Chew Bahir.

## La collezione
Teleki e Höhnel effettuarono osservazioni sul clima, la flora e la fauna dei territori che visitarono. Una delle "lobelie giganti" scoperte sul monte Kenya è stata chiamata Lobelia telekii in onore del conte Teleki. Raccolsero anche oltre 400 oggetti etnografici, molti dei quali delle tribù Masai e Kikuyu, riportando a casa un'importante collezione di piante ed animali.

## Il vulcano Teleki
Durante il ritorno sulla costa dell'Africa orientale, che raggiunsero a Mombasa nell'ottobre 1888, lungo il letto asciutto del fiume Turkwel, Teleki scoprì un vulcano attivo (vulcano di Teleki) in Kenya meridionale. Lungo la via del ritorno si fermarono ad Aden da dove sembra che Teleki intendesse esplorare le alture etiopi e la regione dei grandi laghi giungendo da nord. Nel 1895 Teleki tornò in Kenya per un secondo tentativo, anche questo fallimentare, di scalare il Kilimangiaro.

## Diari dell'Africa orientale
Teleki scrisse nel 1886-1895 Diari dell'Africa orientale in lingua ungherese, poi tradotto in inglese. Von Höhnel scrisse un resoconto della spedizione intitolato La scoperta dei laghi Rodolfo e Stefania.
Dopo la fine della spedizione Teleki tornò alla sua vita aristocratica in Ungheria, morendo a Budapest dopo una lunga malattia.